# Verdun (Meuse)
Verdun ook wel: Verdun-sur-Meuse (Duits, verouderd: Wirten) is een gemeente in het Franse departement Meuse in de regio Grand Est. De gemeente telde 16.610 inwoners op 1 januari 2022. De plaats is onderprefectuur van het arrondissement Verdun. Verdun is een stad aan de Maas, gelegen in de noordoosthoek van Frankrijk.

## Geschiedenis
Verdun heeft een rijke geschiedenis. Het is een bisschopsstad en een vestingstad, bekend om de Slag om Verdun in 1916.
Onder keizer Diocletianus werden de Gallische provincies gereorganiseerd. In 297 ontstond zo de provincie Belgica Prima, met Trier als hoofdstad. De civitas Mediomatricorum werd opgedeeld, waarbij de civitas Verodunensium werd gecreëerd. Verodunum werd de hoofdplaats van deze nieuwe civitas. Al in de 4e eeuw was Verdun een bisschopsstad en was er een primitieve kathedraal in Verdun.
In 843 werd in Verdun het Verdrag van Verdun gesloten, waarbij het Karolingische rijk werd verdeeld. Verdun kwam bij Midden-Francië en later bij het hertogdom Opper-Lotharingen onder Rooms-Duitse invloed. In de 10e eeuw annexeerde keizer Hendrik de Vogelaar het gebied formeel bij het Heilige Roomse Rijk.

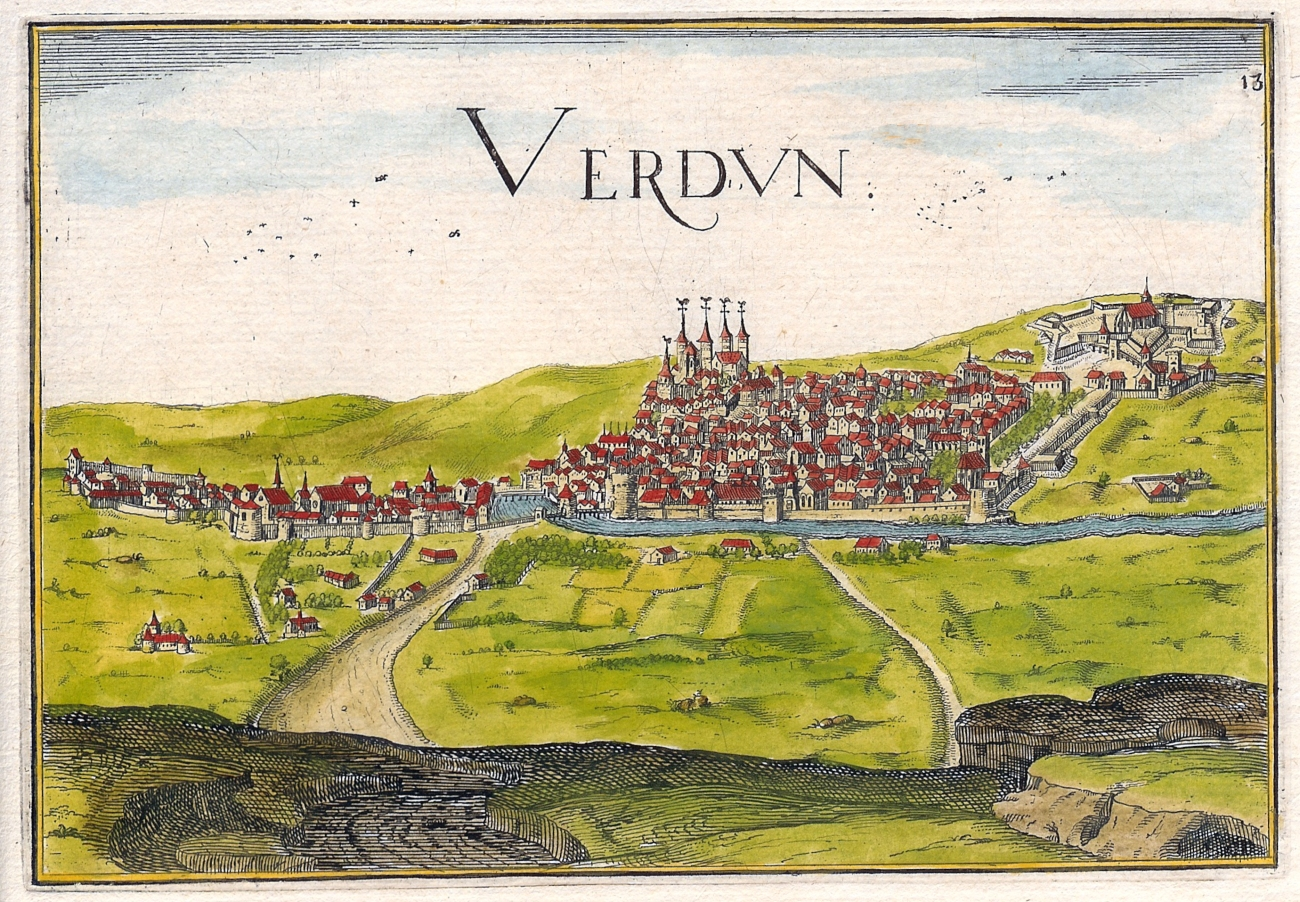
Verdun in de 17e eeuw, periode van aanhechting bij Frankrijk. Het oude stadsdeel ligt op een hoger gelegen rots op de linkeroever van de Maas. Rechts is de Mont Saint-Vanne met de citadel en de Abdij Saint-Vanne afgebeeld.

De stad was zowel de zetel van het prinsbisdom Verdun als van de graven van Verdun. In de 10e eeuw lieten de bisschoppen een nieuwe, romaanse kathedraal bouwen. Net buiten de stadsmuren lagen twee abdijen: de Abdij Saint-Vanne op de heuvel Mont Saint-Vanne en de Abdij Saint-Paul rond het graf van bisschop Paul van Verdun.
In 1134 zette bisschop Adalbero III graaf Reinoud af en hechtte het graafschap Verdun aan bij het bisschoppelijk domein. In 1195 werd de stad door keizer Hendrik IV tot vrije rijksstad verheven. Hierna verlegde de bisschop zijn zetel naar Hattonchâtel. Al in de 10e eeuw werd de bovenstad beschermd door een stadsmuur. Deze muur met poorten werd vernieuwd in de 12e eeuw. De burgerij en het stadsbestuur vormden een tegengewicht voor de macht van de bisschop en het kwam soms tot botsingen. Zo vernielden boze burgers in de 13e eeuw de Abdij Saint-Paul. In de 14e eeuw kreeg ook de benedenstad aan beide oevers van de Maas een stadsmuur, de Grand Rempart.
In 1552 werd koning Hendrik II van Frankrijk rijksvicaris (of regent) van de Drie Bisdommen: prinsbisdom Metz, prinsbisdom Toul en prinsbisdom Verdun. Frankrijk bezette deze gebieden gelegen in het Heilig Roomse Rijk. In 1567 werd begonnen met de bouw van een citadel op de Mont Saint-Vanne en in 1634 werd deze bouw voltooid. Met het verdrag van Münster (1648) kwamen Verdun, Metz en Toul formeel bij Frankrijk; aan zeven eeuwen bestuur binnen het Heilig Roomse Rijk kwam een einde. Sébastien Le Prestre de Vauban werd door koning Lodewijk XIV gelast om de stad verder te versterken. Hij versterkte de zuidwestelijke zijde van de stad en liet ook werken uitvoeren in de citadel. Verder liet hij een sluizencomplex aanleggen om het zuidoosten van de stad door middel van gecontroleerde overstromingen te kunnen verdedigen.

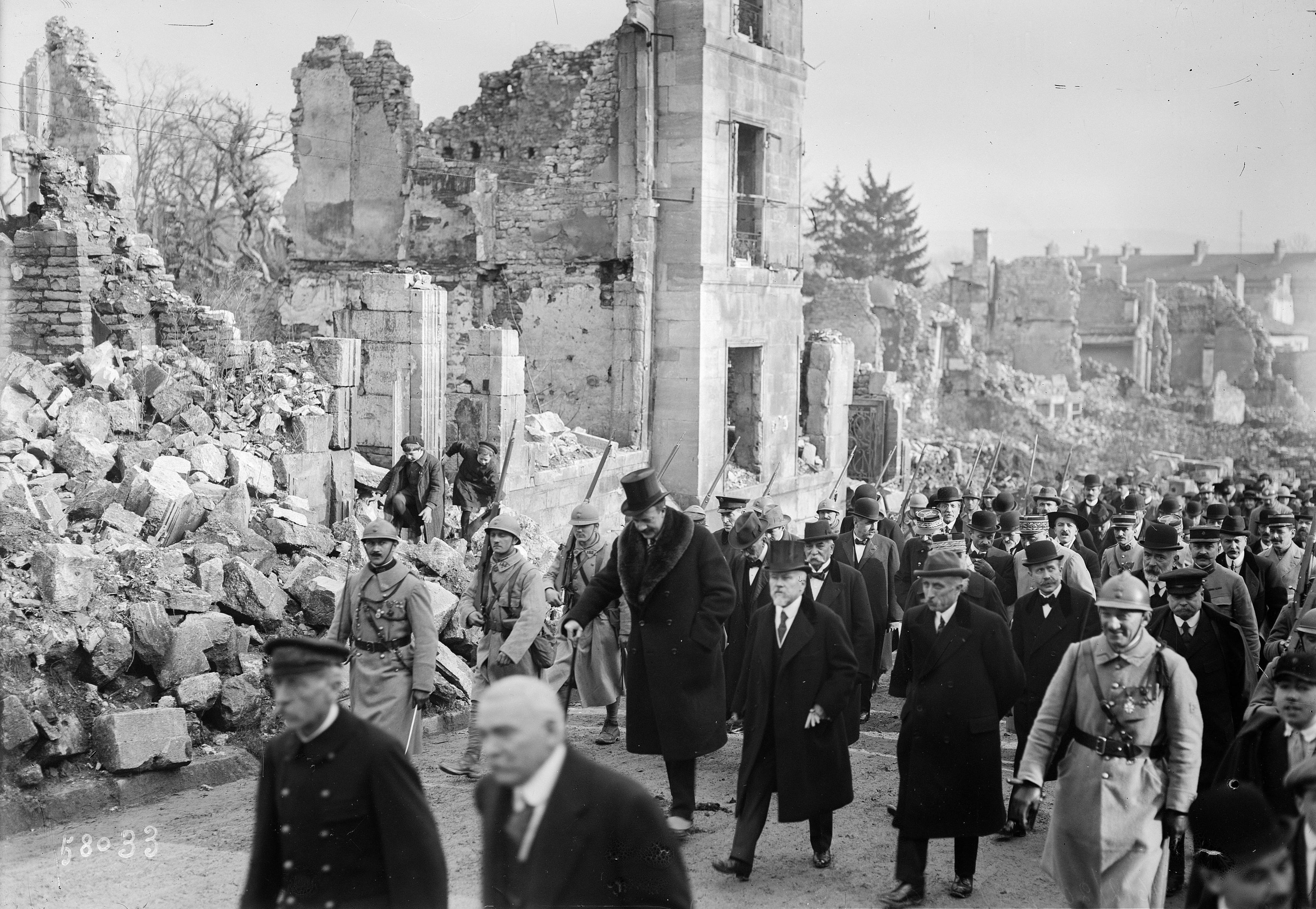
President Raymond Poincaré op bezoek in het verwoeste Verdun (1920)

In 1792 werden de citadel en de stad gebombardeerd door een Pruisisch leger. Dit was opnieuw het geval tijdens de Frans-Duitse Oorlog. Van 13 oktober tot 9 november 1870 werd Verdun belegerd door het Pruisische leger van generaal Wilhelm von Gayl. Hierbij werden de resterende gebouwen van de vroegere Abdij Saint-Vanne binnen in de citadel verwoest. Verdun bleef bezet door de Duitsers tot 13 september 1873 en was de laatste Franse vestingstad die door de Duitsers werd overgedragen aan de verslagen Fransen. Moselle en de Elzas werden geannexeerd door het Duitse Keizerrijk en zo won Verdun daarna aan belang als grensstad. Naar plannen van militair ingenieur Seré de Rivières werden negentien forten rond de stad gebouwd en onder de citadel werden tunnels gegraven om troepen en materiaal in onder te brengen. Verdun werd een belangrijke garnizoensstad met evenveel militairen als inwoners.
De Slag om Verdun tijdens de Eerste Wereldoorlog kostte aan honderdduizenden soldaten het leven. De stad dankt aan de oorlogsgebeurtenissen haar bijnaam "het slachthuis aan de Maas". Verdun heeft sindsdien een nationale rol in de herdenking van de gevallenen in die oorlog. Verdun en monumenten in de nabijheid van de stad zoals het Ossuarium van Douaumont vormen het centrum van vrijwel permanente herdenkingsactiviteiten.
Tijdens de wederopbouw in de jaren 1920 werd het merendeel van de al erg beschadigde stadsmuur afgebroken.

## Monumenten en bezienswaardigheden
Tijdens de Eerste Wereldoorlog werd de oude stad zwaar beschadigd. De stad is hersteld en er zijn een aantal monumenten bewaard gebleven waaronder:
- Stadhuis uit 1623, waarin een oorlogsmuseum is gevestigd.
- Kathedraal Notre-Dame, waarvan de bouw werd begonnen in 1048, met romaanse crypte.
- Onderprefectuur van Verdun, voorheen Abdij van Sint-Paul.
- Voormalig bisschoppelijk paleis uit de 18e eeuw. Sinds 1993 is hier het Centre Mondial de la Paix gevestigd.
- Hôtel de la Princerie, voormalige residentie van de tweede man na de prins-bisschop van Verdun; thans Museum de la Princerie.

### Militair erfgoed
Met de bouw van de citadel werd al begonnen in 1567 en deze gingen door gedurende de 17e eeuw. De citadel kwam op de heuvel waar de intussen verdwenen Abdij Saint-Vanne stond. Hiervan is nog een toren, de Tour Saint-Vanne, uit de 12e eeuw. Na 1873 werden in de rots onder de citadel vier kilometer aan galerijen uitgegraven om munitie te stockeren en een garnizoen te huisvesten. Tijdens de Slag om Verdun in 1916 was de ondergrondse citadel het zenuwcentrum van het Franse commando. De Citadelle souterraine wordt uitgebaat als toeristische attractie.
Naast de citadel zijn nog bouwwerken bewaard die getuigen van het verleden als vestingstad. Van de 12e-eeuwse muur rond de bovenstad is de Porte Châtel bewaard gebleven. In de 14e eeuw kreeg ook de benedenstad een omwalling (Grand Rempart). Overblijfselen hiervan zijn de stadspoort Porte Chaussée en de torens Tour des Plaids en Tour de l'Islot. Verder zijn ook de demi-lune de la Chaussée en de Pont-écluse Saint-Amand bewaard. Dit zijn bouwwerken uit de 17e eeuw ontworpen door Vauban. 19e-eeuws is de Porte Saint-Paul.
Het Cimetière français du Faubourg Pavé is een Franse militaire begraafplaats waarop zich ook een Belgisch graf van een soldaat uit 1940 bevindt. Het kerkhof is herkenbaar aan de vijf kanonnen die bij de ingang zijn opgesteld in de vorm van een ster. In het midden van de begraafplaats bevindt zich een groot kruis met daaromheen zeven graven. Hieronder liggen de lichamen van de onbekende soldaten die niet werden weerhouden als 'onbekende soldaat' onder de Arc de Triomphe van Parijs.

### Afbeeldingen

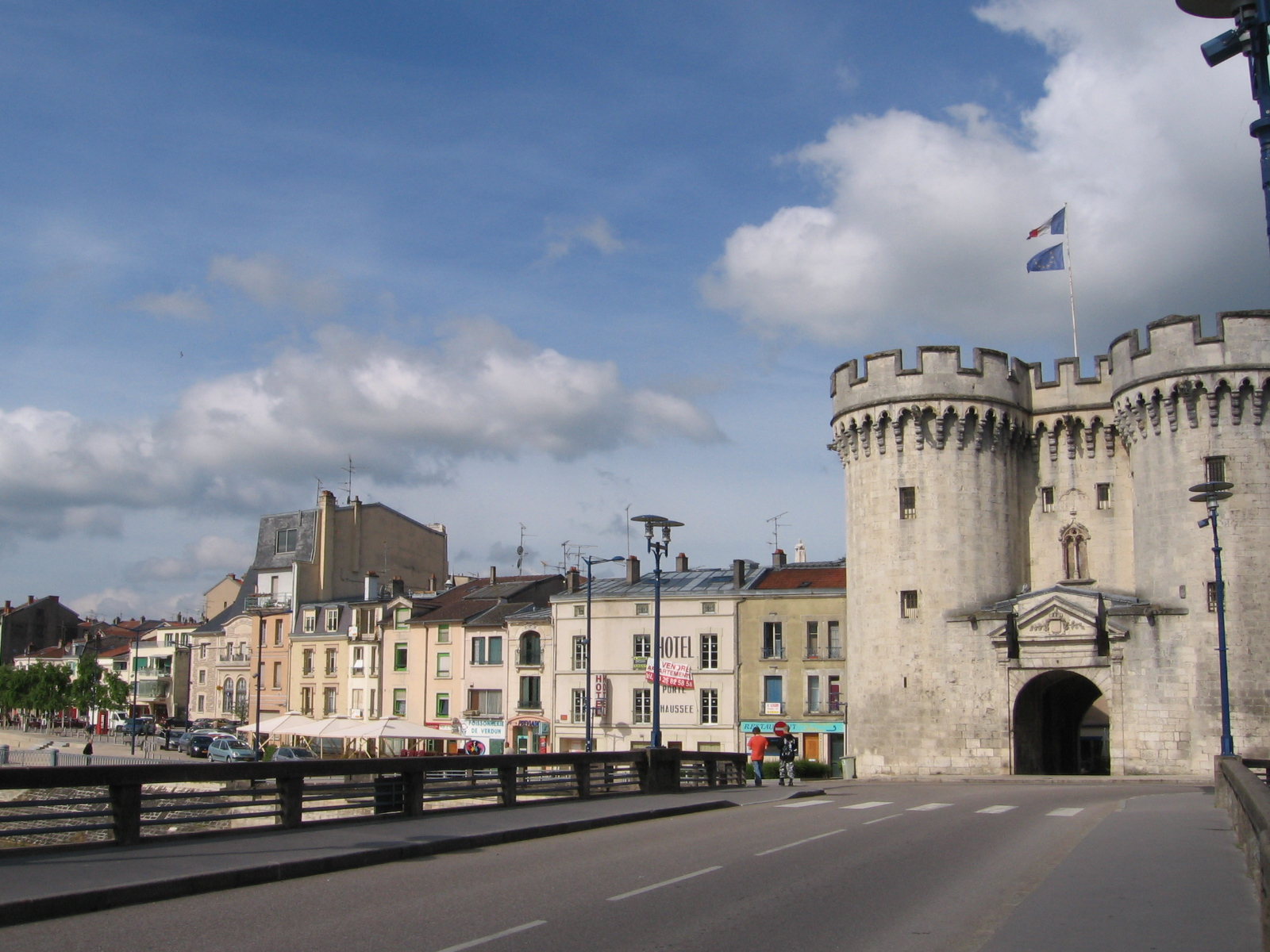
Poort Porte Chaussée
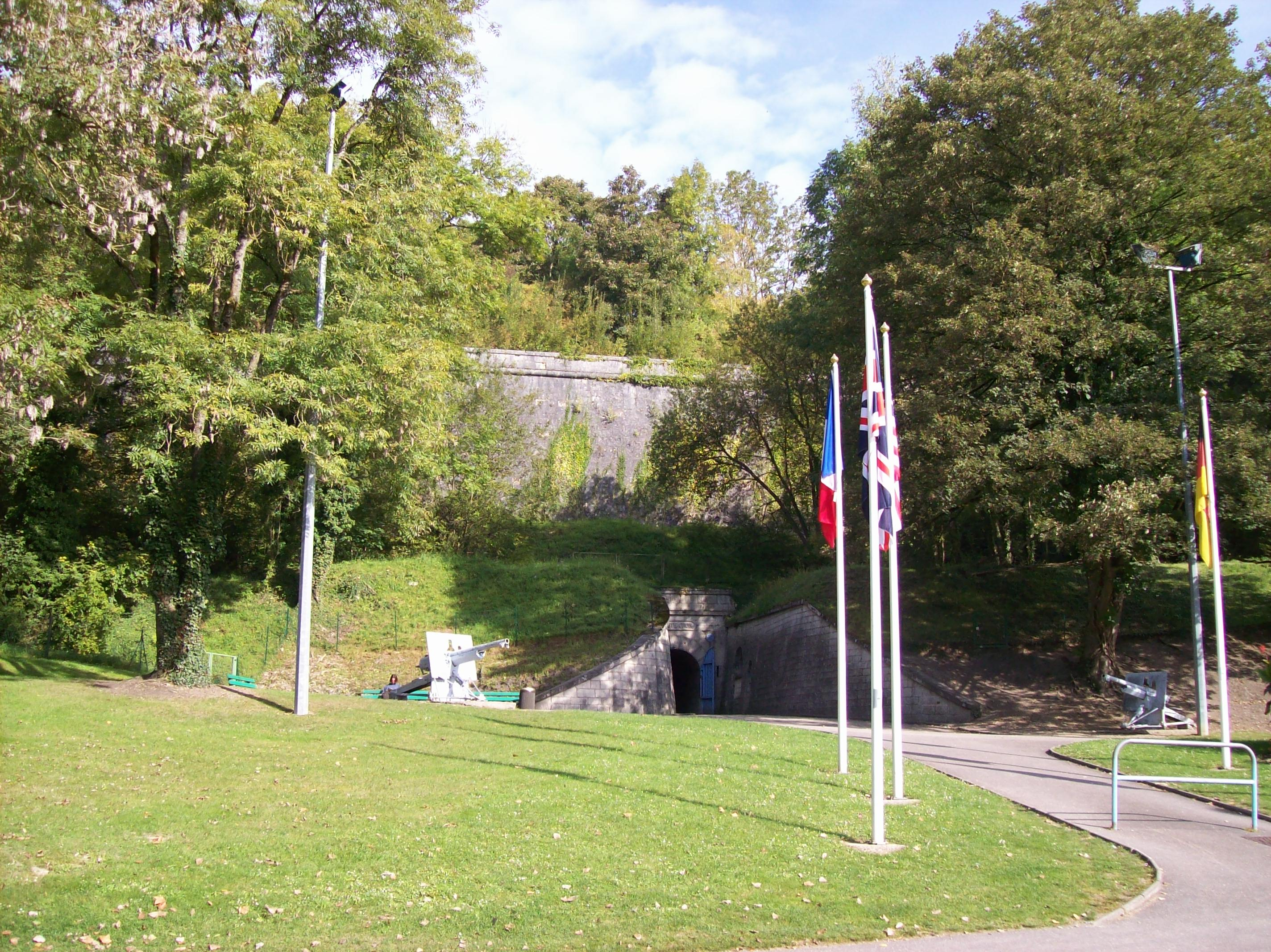
Citadel
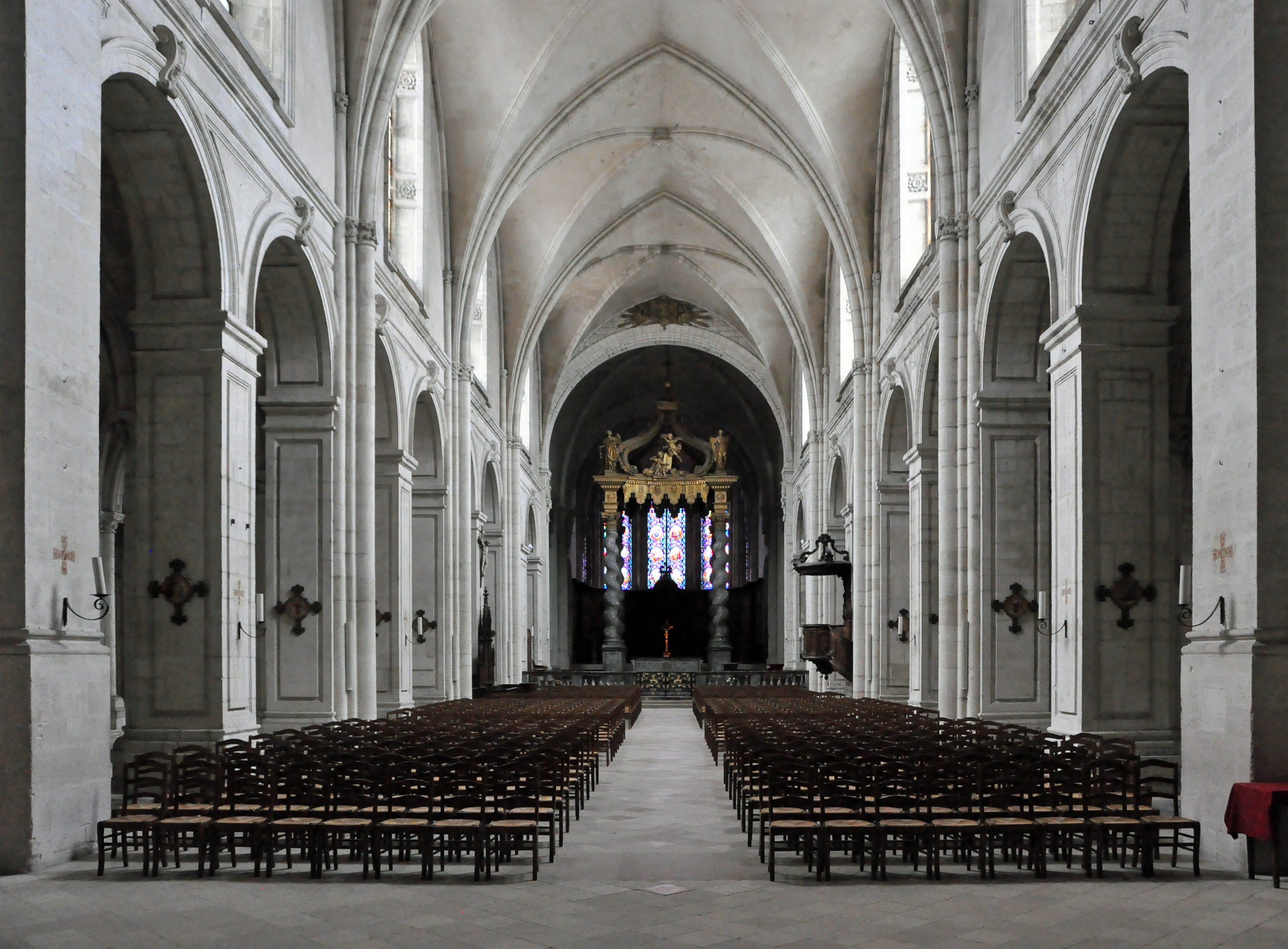
Interieur van de kathedraal Notre-Dame van Verdun
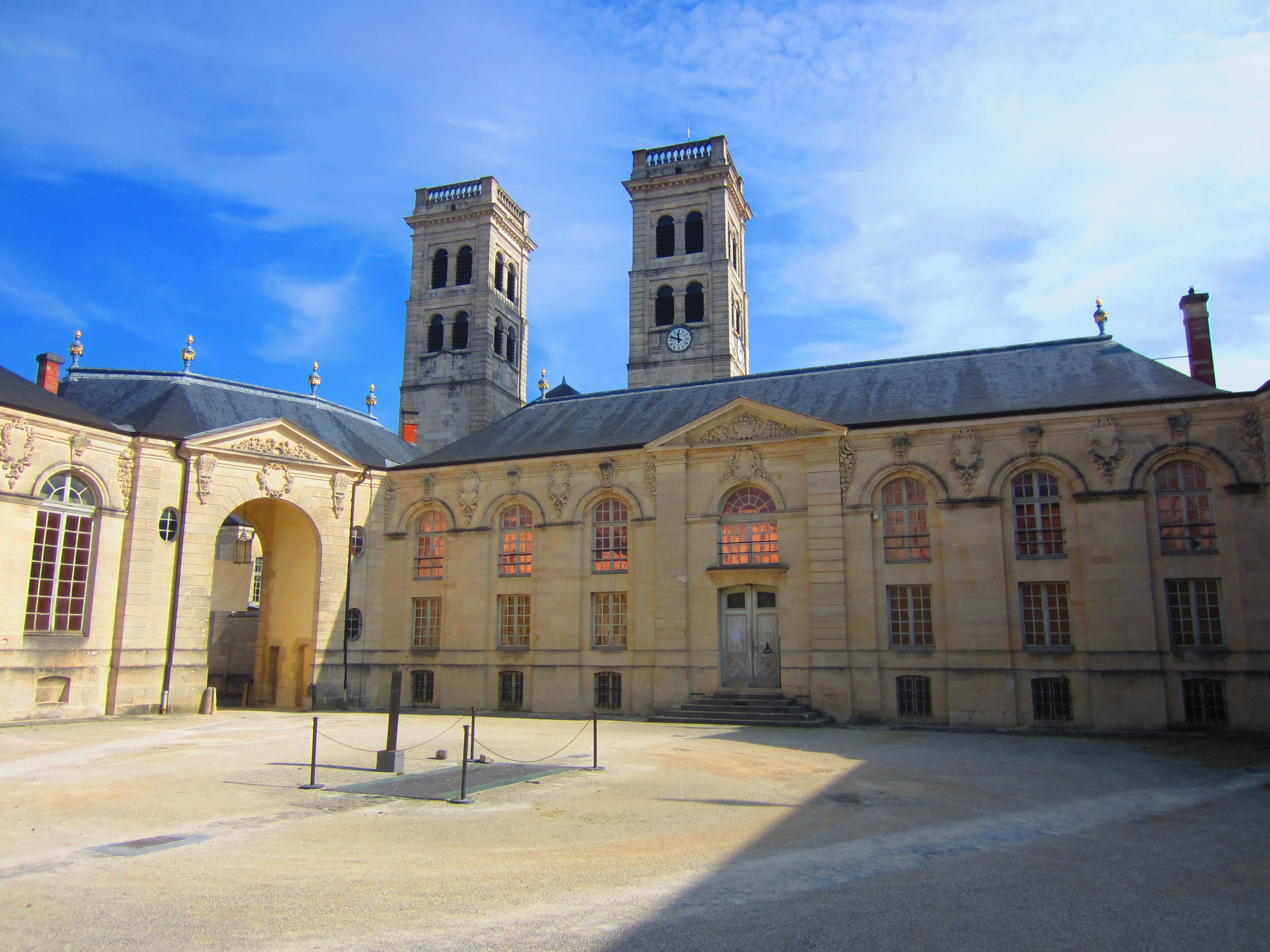
Voormalig bisschoppelijk paleis naast de kathedraal
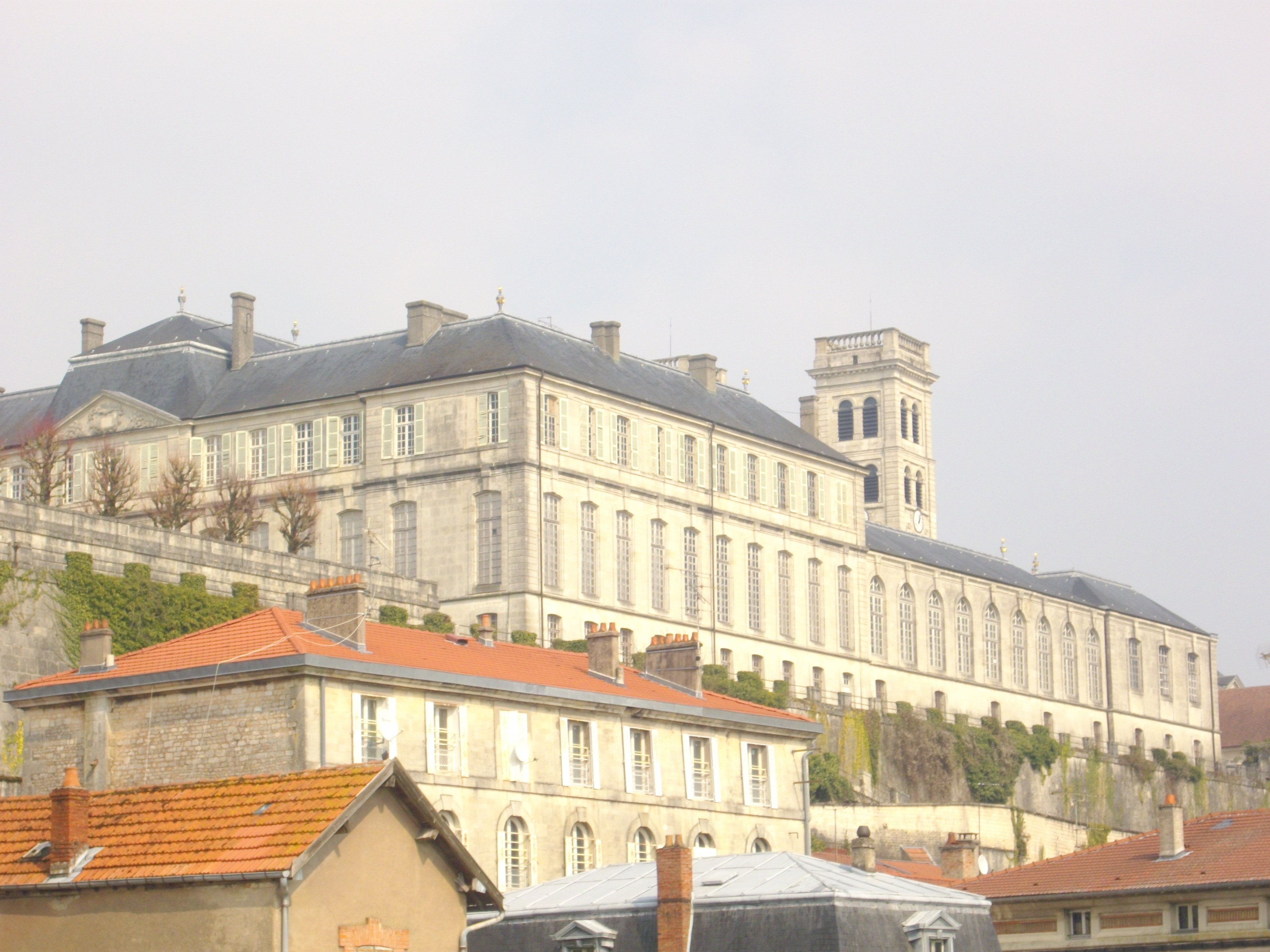
Centre mondial de la paix

## Geografie
De oppervlakte van Verdun (Meuse) bedraagt 31,03 vierkante kilometer; Op 1 januari 2022 was de bevolkingsdichtheid 535,3 inwoners per km².
De Maas stroomt door de gemeente. Daarnaast zijn er verschillende gekanaliseerde kleine rivieren die door het stadscentrum stromen, zoals het Canal des Augustins en het Canal du Puty.
De onderstaande kaart toont de ligging van Verdun met de belangrijkste infrastructuur en aangrenzende gemeenten.

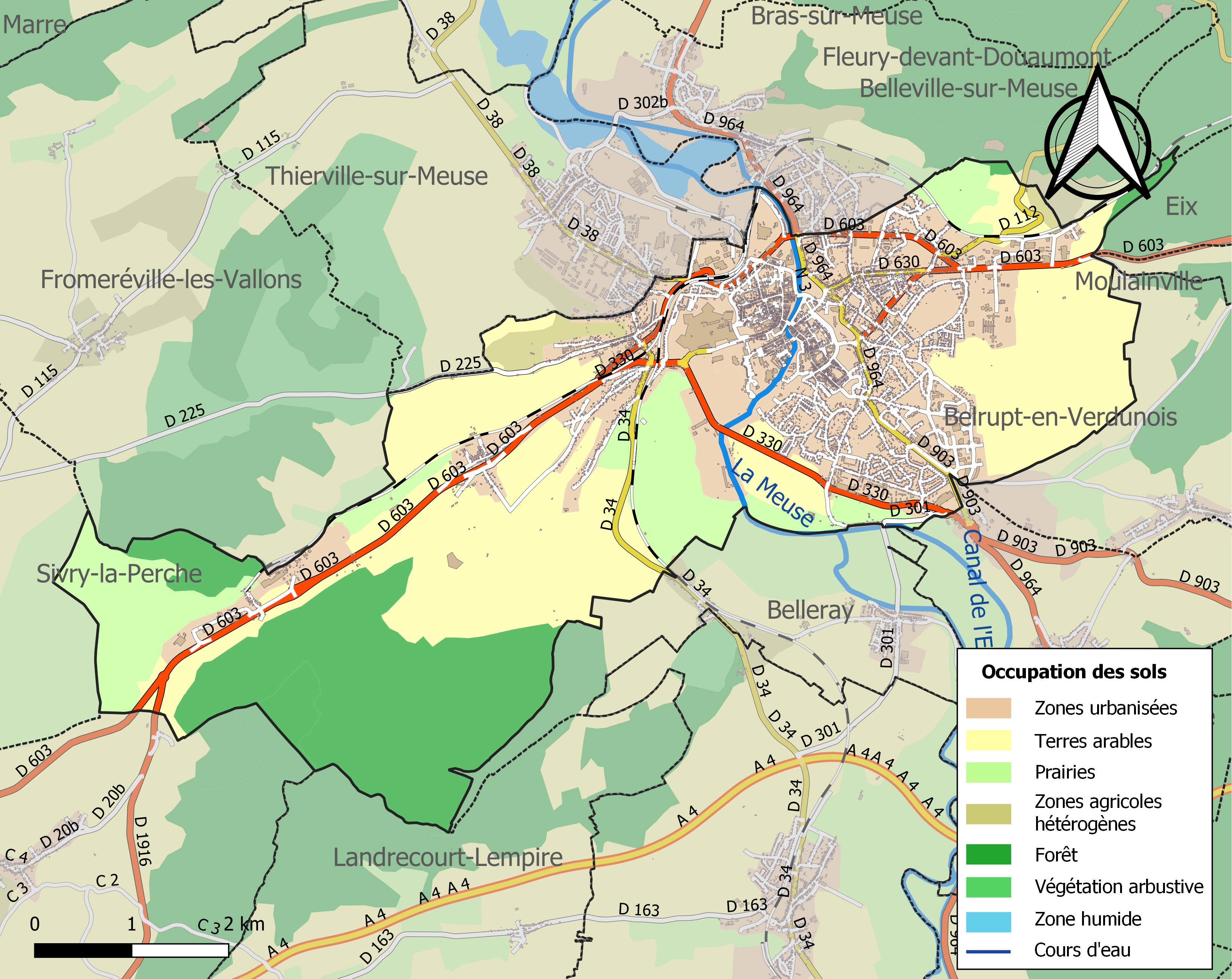

## Verkeer en vervoer
Voor Verdun is afslag 29 van de A4 aangelegd in de buurgemeente Haudainville].
In de gemeente ligt spoorwegstation Verdun.

## Demografie
Onderstaande figuur toont het verloop van het inwonertal.

## Sport
Verdun is twee keer etappeplaats geweest in de Ronde van Frankrijk. In 1993 won er de Amerikaan Lance Armstrong en in 2001 de Fransman Laurent Jalabert.

## Geboren in Verdun
- Danièle Mitterrand (1924-2011), echtgenote van François Mitterrand en Première dame de France (1981-1995)
- Anthony Roux (1987), wielrenner